# 竜崎孝路
竜崎 孝路（りゅうざき こうじ、1948年〈昭和23年〉1月2日 - ）は、東京都出身の作曲家・編曲家。

## 略歴
ポップス、歌謡曲、R&B、ソウルミュージック、ドラマ主題歌、EDテーマ、サウンドトラック（劇伴）まで幅広いジャンルにて活動しており、その時代の最新のサウンドを追求した作風が特徴である。ペドロ&カプリシャスの初代ピアニストである。
1973年 日本レコード大賞の編曲賞を、『若葉のささやき』（天地真理）で受賞。この年のレコード大賞は、五木ひろしの『夜空』で、こちらも竜崎の編曲。
シンセサイザーなどの電子楽器がまだそれほど知られていない頃から、「ドンカマチック」などの新しい楽器を積極的に取り入れて、CP-80というヤマハ製の電気ピアノなどを駆使して、ご自身で弾きながら指揮をしていた。
西崎緑の「旅愁」、川田ともこの「あかね雲」など、『必殺シリーズ』の楽曲で、編曲を多く担当した。

## 主な編曲楽曲

### あ行
- あいざき進也
  - 君のハートに火をつけて
  - セクシー・レディー
- あおい輝彦
  - いつも君のそばに
- 葵三音子
  - 哀愁[注釈 2]
- 青木美保
  - 恋化粧
  - あなたの女
  - 紅の花
- 秋庭豊とアローナイツ
  - 中の島ブルース
  - ぬれて大阪
  - たまらなく淋しくて（作曲・編曲） ※作曲はノト・サトーと共同
  - 東京の雨を札幌で
  - 献身
  - ちどり足
  - 女・ひとり
  - おれでよければ
  - あきらめないで
  - 背中をかして
  - 新・中の島ブルース
- 麻丘めぐみ
  - 恋のあやとり
- 浅田あつこ
  - 霧多布岬
  - 風花岬
- 芦川よしみ
  - すっぱい夏
  - 本牧ベイストリート
- 麻生よう子
  - 青春の宴
- 天地真理
  - ふたりの日曜日
  - 若葉のささやき
  - 空いっぱいの幸せ
  - 恋人たちの港
  - 恋と海とTシャツと
  - 想い出のセレナーデ
- 鮎川いずみ
  - 冬の花 [注釈 3]
  - 花の涙 [注釈 4]
- 荒木一郎
  - あなたといるだけで
  - 西陽のあたる部屋
- アン・ルイス
  - グッド・バイ・マイ・ラブ
  - ハネムーン・イン・ハワイ
  - フォー・シーズン
  - ごめんなさい
- 石川ひとみ
  - 右向け右
- 伊丹幸雄
  - 僕だけひとりぼっち
  - 恋のおもかげ
  - ほんとの僕
- 市川由紀乃
  - 流氷波止場
  - 海峡岬
- 五木ひろし
  - あなたの灯
  - 霧の出船
  - ふるさと
  - 狼のバラード
  - 夜空
  - 別れの鐘の音
  - 浜昼顔
  - みれん
  - 北酒場
  - どこへ帰る
  - あしたも小雨
  - 港・ひとり唄
  - 港の五番町
  - 女・ひとり
  - 愛のバラードを…となりで
  - 酒 尽尽
  - 女の酒場
  - 粋な男
  - 千日草
  - 萩の花郷
  - 風雪に吹かれて聞こえる唄は…
  - 凍て鶴
  - 博多ア・ラ・モード
- 五木ひろし＆石原詢子
  - 朝まで恋人
- 伊東ゆかり
  - あのひと
- 内山田洋とクール・ファイブ
  - 思い切り橋
  - 夏の花よ
  - 酒場の花
- 大塚たけし
  - 風は知らない
- 小沢亜貴子
  - いろはにほへど
  - 東京エレジー
- 小沢深雪
  - さすらいの唄 [注釈 5]
  - 夜空の慕情

### か行
- 柏原芳恵
  - ハロー・グッバイ
  - 渚のシンデレラ
  - 花梨
  - 花嫁になる朝
- 片岡鶴太郎
  - IEKi吐くまで
  - 酔うほどに…
- 勝彩也
  - まぼろしのブルース
- 金沢明子
  - 浜千鳥情話
- 嘉門達夫
  - 私はバッテラ（「ヤンキーの兄ちゃんのうた」B面の「アタシはばってら」のアルバムバージョン）
- 河合奈保子
  - ムーンライト・キッス
- 川田ともこ
  - あかね雲
- 川谷拓三
  - 負犬の唄
- 川中美幸
  - 月夜だね
- 北原ミレイ
  - 白い花
  - 納沙布岬
  - くらくら
  - 誘惑
  - 雨の思い出
- キャンディーズ
  - あなたに夢中
  - 危い土曜日
  - ハートのエースが出てこない
- 研ナオコ
  - 愚図
  - 一年草
- 小泉今日子
  - ひとり街角
- 伍代夏子
  - 夜桜迷い子
- 小林幸子
  - 恋地獄未練ばなし
  - もしかして
  - もしかして PARTII
  - ひと晩泊めてね
  - 一夜かぎり
  - 孔雀
- 小柳ルミ子
  - みだれ髪

### さ行
- 堺正章
  - 地下鉄の駅で
- 佐良直美
  - さびしい男たち
  - フラワー・フェスティバル
- 桜田淳子
  - はじめての出来事
  - 白い風よ
  - 十七の夏
  - 天使のくちびる
  - ゆれてる私
- 里見浩太朗
  - 友よ女よ
  - 微笑みを捨てる時（作曲、東京12チャンネル「大江戸捜査網」第132話 - 第305話における主題歌）
- 沢田富美子
  - 愛の泉
- ジャッキー吉川とブルー・コメッツ
  - 哀しい少女
  - シンデレラ（シンデレラの脚）
- 朱里エイコ
  - ジョーのダイヤモンド
- 杉良太郎
  - めぐり逢いふたたび
  - 飛翔
  - 離別
  - 矢立の杉
  - 俺は問題無ノ介
- 瀬口侑希
  - 雪よ飾れ
  - 女優
  - 海峡
  - 幸せになってね
  - ガラスの雪
  - 恋の花
- 瀬川瑛子
  - 笑いじわ
  - 煌めきたいの
- 瀬戸つよし
  - 女は海
- 千昌夫
  - きんぴら

### た行
- 竹島宏
  - 泣きぬれて…
  - 哀愁物語
  - 東京紙芝居
- 谷村新司
  - 夜顔
- ちあきなおみ
  - 女どうし
- チェリッシュ
  - 絵日記
  - 海の見える部屋
- 千葉まなみ
  - 想春賦
  - 娘ざかり
  - ときめきの季節
  - 青い嵐
- テレサ・テン
  - ふるさとはどこですか
- 天童よしみ
  - 珍島物語
  - 夜明け
  - 花吹雪
  - なんで泣く
  - 幸せはすぐそこに…
- 敏いとうとハッピー&ブルー
  - よせばいいのに
  - 星降る街角

### な行
- 中条きよし
  - うそ
  - 櫻の花のように[注釈 6]
- 中西りえ
  - 恋力
  - 鴎屋の大将
- 中山丈二
  - 秋冬
- 西尾夕紀
  - 大和撫子花吹雪
- 西崎みどり
  - 旅愁[注釈 7]
  - さざなみ[注釈 8]

### は行
- 箱崎晋一朗
  - 抱擁（再再録版）
- 花と冠
  - ちょっとうれしい
- 林寛子
  - ほほえみ
  - 昼下がりの夢
  - 仮病が上手な男の子
  - 日暮れどき
  - カモン・ベイビー
- 原大輔
  - 秋冬
  - 晩秋
- 藤圭子
  - こわれ人形の詩
  - 良太の子守唄
  - 白い坂道が見える窓
  - 修善寺物語
  - 一人ぼっちのブルース
- 藤正樹
  - 忍ぶ雨
- 藤田絵美子
  - さよならさざんか[注釈 9]
- 舟木一夫
  - レマンのほとり
  - 愛はまぼろし
- 細川たかし
  - 旭川恋の町
  - 正調 おそ松節
  - 北国へ
- 細川たかし・武山あきよ
  - 星が見ていた
- 本田博太郎
  - 風の旅人

### ま行
- 真木ひでと
  - 夢よもういちど等,シングル・アルバムはほぼすべて
- マルシア
  - ふりむけばヨコハマ
- 美空ひばり
  - 萩は城下町
  - 渚の足跡
  - NANGIやね/裏窓・KAN-PAI!!
  - 川の流れのように
- 三田村邦彦
  - 想い出の糸車
- 三井由美子
  - やがて愛の日が
- 三橋美智也
  - 京都が泣いている/恋みれん
- 宮内淳
  - 夕焼けの街
- 三善英史
  - 愛の千羽鶴
- 森進一
  - 夜行列車
  - 新宿・みなと町
  - 酒場舟
  - 冬桜
  - 女もよう
  - 移り香
  - 泣きむし東京
  - たずねて小樽
  - 人生ひたすら
- 森昌子
  - 春のめざめ
  - 春の岬
  - 津和野ひとり
  - 北寒港
  - 哀しみ本線日本海
  - 鷗唄
  - ふるさと日和
  - 越冬つばめ
  - ありがとう〜雛ものがたり〜
  - そして、今…悲しみの終着駅…
  - 綺麗
  - 人生に乾杯
- 森本太郎とスーパースター
  - 望郷の旅

### や行以降
- 八代亜紀
  - ともしび
  - もう一度逢いたい
  - 舟唄
  - 雨の慕情
  - 港町絶唱
  - あなたに逢いたい
  - うしろ影
  - うれし泣き
  - 積木の城
  - 命火
  - とおりゃんせ
  - あなたに乾盃
  - 友の焼酎
  - 裸足のシンデレラ
  - 役者
  - 純情カプチーノ
  - 追憶の面影橋
  - 残心
- 山下雄三
  - 荒野の果てに
- 山本譲二
  - そばにおいでよ
  - ごめんよ
  - 夢おんな
  - 北情歌
- 由紀さおり
  - お先にどうぞ
- 由美かおる
  - 炎の女
  - しなの川〜雪のさだめ
  - ジャンポ!
  - 花の片想い
  - 雨のエレジー
  - 誘惑
  - あなたなしでは
  - ちぎれ雲
- 吉沢京子
  - わかって欲しいの